# Cicones cephalotes
Cicones cephalotes es una especie de coleóptero de la familia Zopheridae.

## Distribución geográfica
Habita en Madagascar.